# РК Синтелон
Рукометни клуб Синтелон је рукометни клуб из Бачке Паланке, Србија. Клуб је основан 1952. године, а угашен је 2009.

## Историја
Први рукометни клуб у Бачкој Паланци основан је 1952. године под називом рукометни клуб Текстилац. Клуб се такмичио до тада у нижим ранговима такмичења да би од 1970. године изборио пласман у другу савезну лигу. Исте године клуб мења назив у Синтелон када га под своје окриље узима фабрика за производњу текстилних и ПВЦ подова. Клуб под овим називом егзистира већ преко две и по деценије. Током 70-их и 80-их година прошлог века екипа Синтелона се такмичила у друголигашком рангу где је играла запажену улогу.
Од 1992. године клуб се радикално трансформише под новим руководством. Сачињен је дугорочни план реафирмације и постављени високи циљеви. Повратак у Другу државну лигу обезбеђен је исте године, а већ у наредној (сезона 1993/94.) Синтелон је по први пут изборио пласман у елитни ранг такмичења. У сезони 1994/95. црвено плави освајају 10-то место у елитном рангу такмичења, а већ наредне сезоне пласиравши се на 14 место, Синтелон губи статус Суперлигаша. У сезони 1996/97. Синтелон је по други пут изборио пласман у рукометну елиту и тако се експресно вратио међу најбоље клубове у земљи. Исте године остварен је до тада највећи успех - финале Купа СР Југославије.
У сезони 1997/98 Синтелон је остварио у националном шампионату пласман на пето место, а већ наредне године завршио сезону као трећепласирани тим лиге игравши при том и полуфинале националног Купа.
Најуспешнија сезона у клупској историји клуба била је сезона 1999/00. Синтелон је завршио првенство као вицешампион државе, освојио први трофеј у клупској историји - пехар победника националног купа, а у дебитантској сезони на међународној сцени стигао је до полуфинала ЕХФ Челенџ купа.
Наредне године црвено-плави завршавају сезону поново као другопласирани тим лиге, док у Купу победника купова стижу до четвртфинала.
У последњих неколико година поново долази до радикалног заокрета у политици клуба.
Афирмација играча из сопствене рукометне школе била је приоритет клупског руководства које се определило за стварање сопственог играчког кадра. У међувремену и главни спонзор фабрика АД Синтелон решила је да смањи буџет клуба који у последње четири сезоне функционише на полупрофесионалним основама са веома скромним средствима.
Иступање Синтелона и распад прве екипе узроковао је стасавање нове, младе талентоване генерације играча из града на левој обали Дунава који су за врло кратко време успели да Синтелон врате у елитни ранг. Тако су се Бачкопаланчани после 2 године паузе у сезони 2005/06. вратили у Прву лигу СЦГ. Млада генерација играча пониклих у Бачкој Паланци, која је заједно на окупу већ непуну деценију успела је већ у дебитантској сезони да направи изненађење и освоји друго место у лиги Србије, да би у заједничком разигравања са тимовима из Црне Горе у плеј-офу, црвено-плави освојили шесто место. У сезони 2006/07. и 2007/08. рукометаши Синтелона завршавају на петој позицији. Клуб у 2007. години променио је назив у РК Таркет. Клуб из Бачке Паланке 2009. године иступа из прве лиге, због финансијских проблема и исте године због немогућности да исплати нагомилане дугове престаје да постоји.
Након гашења РК Таркета, у Бачкој Паланци да би наставили рукометну традицију основани су РК Бачка Паланка и РК Лавови.

## Успеси

### Национална такмичења
- Национално првенство - 0
  - Прва лига СР Југославије :
    - Други (2): 1999/00, 2000/01.
    - Трећи (2): 1998/99, 2001/02.

- Национални куп - 1
  - Куп СР Југославије :
    - Освајач (1): 1999/00.
    - Финалиста (2): 1996/97, 2001/02.

### Међународна такмичења
- ЕХФ Куп победника купова
  - Четвртфинале: 2000/01.
- ЕХФ Куп
  - Четвртфинале: 2001/02.
- ЕХФ Челенџ купа
  - Полуфинале: 1999/00.

- Трофеј Добоја
  - Освајач (1): 2000.